# Martini II best of visuals
『Martini II best of visuals』（マティーニ ツー ベスト オブ ヴィジュアル）は、1996年1月21日に発売された、鈴木雅之のビデオクリップ集作品。当初はVHSにてリリースされ、その後2003年11月19日にDVD化された。

## 解説
1995年10月発売のベスト・アルバム『MARTINI II』にコンセプトを合わせたミュージック・ビデオ集。「渋谷で5時」には、スペシャル・ゲストとして松居一代と、デュエット・パートナーである菊池桃子が出演している。
2003年11月に「Re-PRICEシリーズ」として、DVDにて再リリースされた。

## 収録曲
| 「ここに地終わり 海始まる」のみ『MARTINI II』未収録曲 |                                        |      |            |
| #                                                     | タイトル                               | 作詞 | 作曲・編曲 |
| 1.                                                    | 「別れの街 (1995 a Cappella Version)」 |      |            |
| 2.                                                    | 「恋人」                               |      |            |
| 3.                                                    | 「違う、そうじゃない」                 |      |            |
| 4.                                                    | 「COME ON IN」                         |      |            |
| 5.                                                    | 「渋谷で5時」                          |      |            |
| 6.                                                    | 「ガラス越しに消えた夏 1995」          |      |            |
| 7.                                                    | 「夢のまた夢 (1995 Re-mix Version)」   |      |            |
| 8.                                                    | 「ここに地終わり 海始まる」            |      |            |